# Casa Canônica (Caxias do Sul)

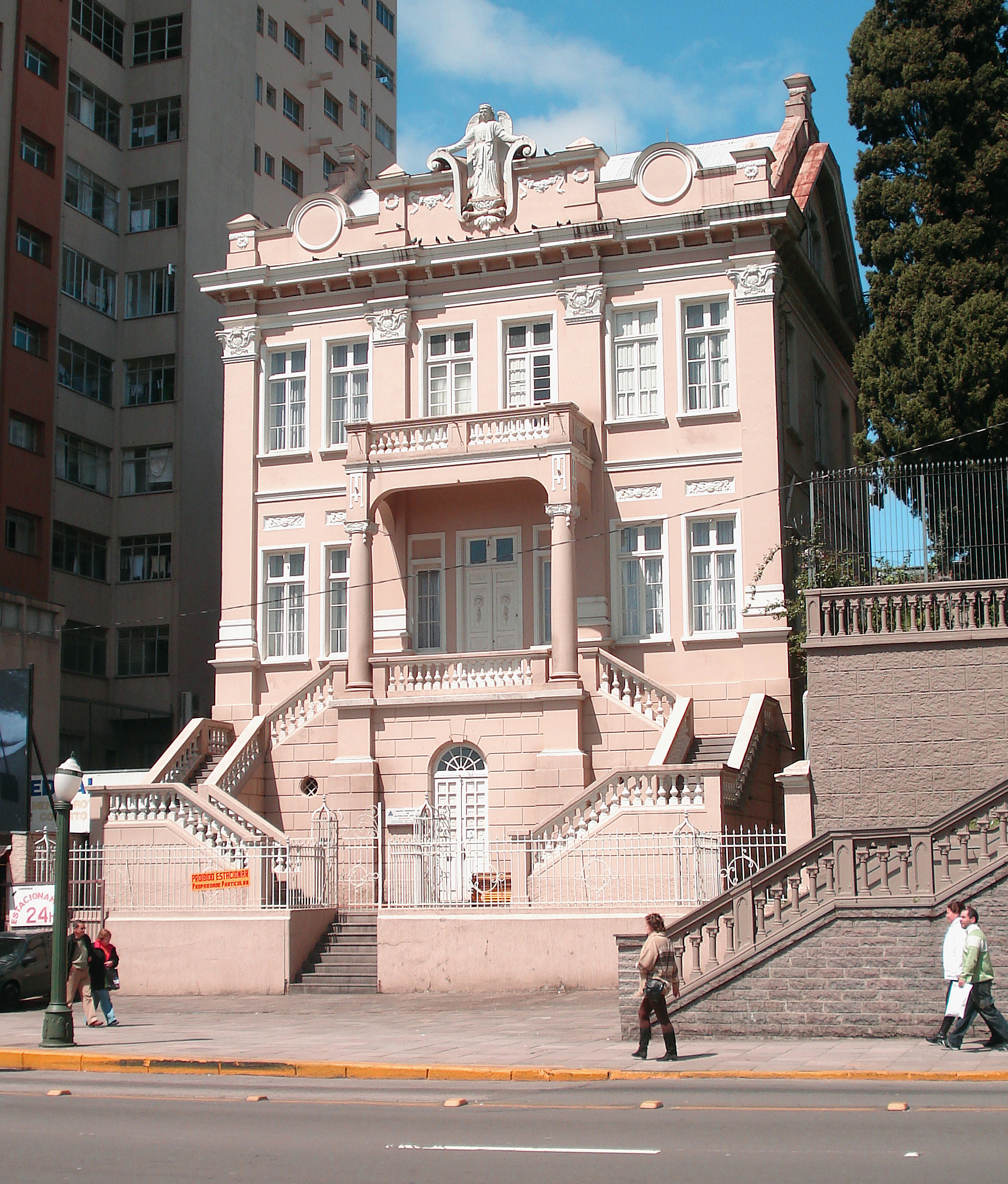
Fachada da Casa Canônica

A Casa Canônica é um prédio histórico de Caxias do Sul, Brasil, localizado à rua Sinimbu 1756, ao lado da Catedral, no Centro Histórico de Caxias do Sul. Desde 1936 serve de residência para o Bispo de Caxias do Sul, e por isso também é conhecido como Palácio Episcopal.
A primeira Casa Canônica de Caxias do Sul foi erguida nos primeiros tempos da colonização italiana na cidade, sendo uma simples casa de madeira de 12 m de frente por 12 m de fundo. A decisão de construí-la decorreu de uma reunião realizada em 26 de março de 1888 pelos padres Palotinos, administradores da paróquia, a fim de que tivessem uma residência própria. A casa foi terminada em 20 de agosto do mesmo ano, e para lá se mudaram.
Com o crescimento da cidade e da congregação, em 14 de maio de 1917, sob a direção do cura da Matriz, o padre João Meneguzzi, foi resolvida a demolição da velha casa para construção de uma nova, de alvenaria, que pudesse acomodar melhor o clero residente e a administração da paróquia. Vendeu-se o material aproveitável a Caetano Mattana e iniciou-se a construção do prédio atual em 8 de dezembro. Já em 14 de dezembro de 1918 estava pronto, e os padres mudaram-se da casa que haviam alugado temporariamente para o amplo palacete de três andares e 14 m de frente por 14 m de fundo.
É uma elegante construção em estilo eclético, uma das mais importantes e imponentes estruturas residenciais do início do século XIX a permanecer na cidade. Ergue-se sobre um embasamento alto atravessado no centro por uma escadaria que conduz à porta do primeiro piso, envidraçada e com perfil de arco redondo. O terreno é fechado na frente por um muro e grades de discreta ornamentação. O revestimento neste primeiro nível imita pedras aparelhadas. A dita porta fica na base de um grande pórtico, ladeado por grandes escadarias com balaustradas, de belo desenho, que levam à varanda do pórtico no nível superior, com duas colunas a sustentar uma sacada acima. Para o pórtico abre-se a porta principal do edifício; ladeada de janelas estreitas, leva ao interior do piano nobile. Em cada lado deste bloco central, um par de janelas retangulares são encimadas de pequeno florão. No piso superior destaca-se a sacada, também decorada de balaustrada, para a qual se abrem duas portas. Separam este bloco central dos laterais pilastras largas com belos capitéis ecléticos, e sobre eles uma cornija saliente com pequenas mísulas. Acima de tudo corre uma larga platibanda tripartida, com frontões laterais em arco e um grande frontão central em formato de lira, em cujo interior repousa a imagem alterosa de um grande Arcanjo.
O interior do prédio é dividido por paredes de ripas preenchidas com barro, e revestidas de cal e areia, e os assoalhos são de madeira. Quando da posse do primeiro Bispo de Caxias do Sul, Dom José Barea, em 1936, este foi morar na Canônica em caráter provisório, junto com os sacerdotes, mas por fim o edifício tornou-se residência permanente do titular da Diocese.